# Неклань-Малий
Неклань-Малий (пол. Niekłań Mały) — село в Польщі, у гміні Стомпоркув Конецького повіту Свентокшиського воєводства.
Населення — 776 осіб (2011).
У 1975-1998 роках село належало до Келецького воєводства.

## Демографія
Демографічна структура на день 31 березня 2011 року:
|          | Загалом | Допрацездатний вік | Працездатний вік | Постпрацездатний вік |
| -------- | ------- | ------------------ | ---------------- | -------------------- |
| Чоловіки | 378     | 65                 | 262              | 51                   |
| Жінки    | 398     | 62                 | 226              | 110                  |
| Разом    | 776     | 127                | 488              | 161                  |